# Grammoptera abdominalis
Grammoptera abdominalis là một loài bọ cánh cứng trong họ Cerambycidae.

## Hình ảnh

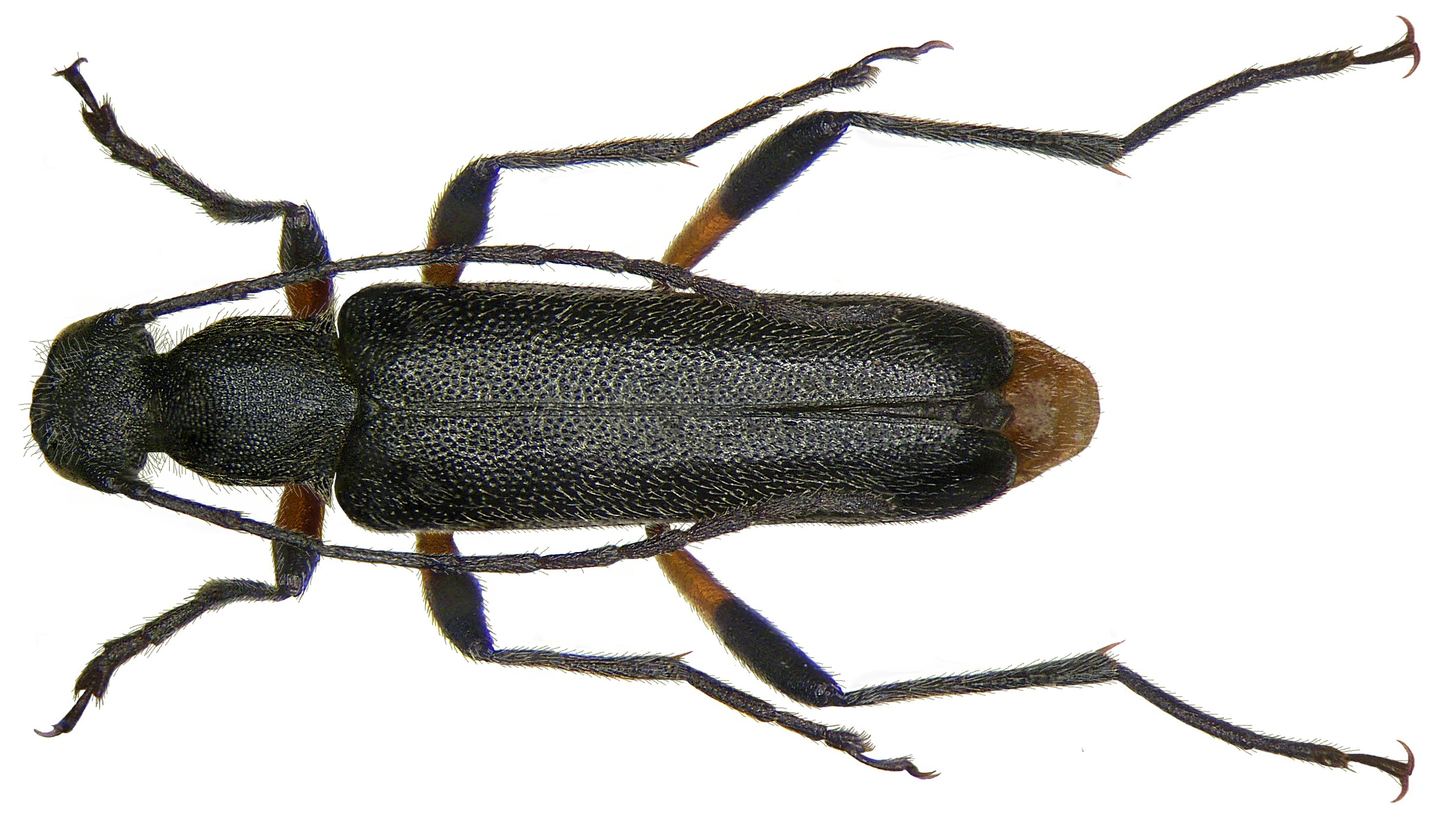